# Distrito de Bajo Biavo

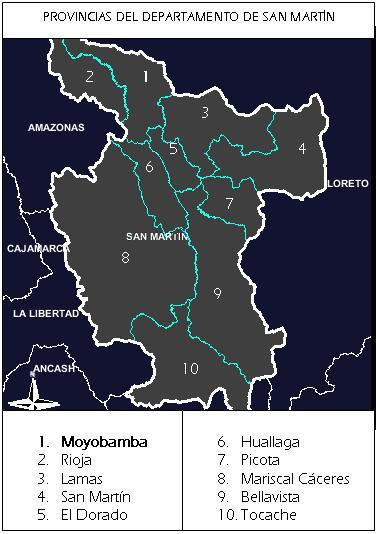
División política del Departamento de San Martín.

El distrito peruano de Bajo Biavo (creado como distrito de Biavo) es uno de los seis distritos que conforman la Provincia de  Bellavista en el Departamento de San Martín, en el Perú.
Desde el punto de vista jerárquico de la Iglesia católica forma parte de la  Prelatura de Moyobamba, sufragánea de la Metropolitana de Trujillo y  encomendada por la Santa Sede a la Archidiócesis de Toledo en España.

## Historia
El distrito fue creado mediante Ley N.º 9941 del 31 de enero de 1944, en el primer gobierno del Presidente Manuel Prado Ugarteche.

## Geografía
La capital se encuentra situada a 350 m s. n. m.

## Autoridades

### Municipales
- 2019 - 2022[4]
  - Alcalde: Elías Ruiz García, de Acción Popular.
  - Regidores:

  1. Nolberto Efos Rojas (Acción Popular)
  2. Patricia Pérez Macedo (Acción Popular)
  3. José Faustino Julca Julca (Acción Popular)
  4. Charito Paredes Pizango (Acción Popular)
  5. Felizandro Peña Peña (Acción Regional)